# Ivar Månsson (Stiernkors)

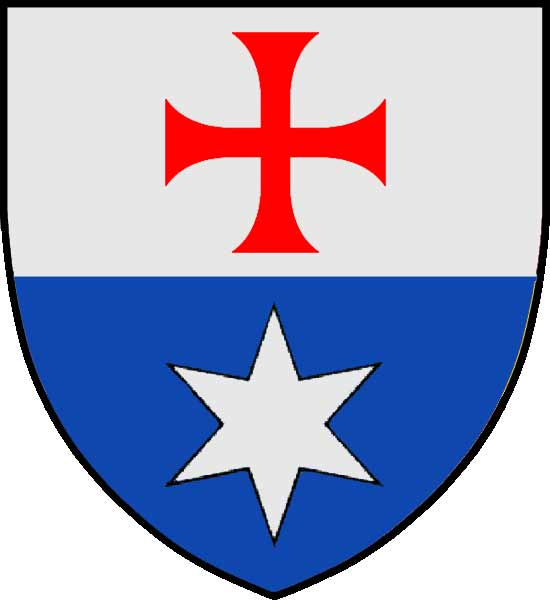
Vapensköld för finländska frälseätten Stiernkors

Ivar Månsson (Stiernkors eller Stjernkors), född på 1530-talet, död 27 september 1573 på Åbo slott, var en svensk/finländsk krigare. Han var systerdotters sonson till Magnus III Stjernkors.

## Biografi
Ivar Månsson förde vid början av Erik XIV:s regering befäl över en del av rytteriet och sändes 1563 av kungen till Finland för att kuva hertig Johan, vilken han 12 augusti 1563 tog till fånga efter en kort belägring av Åbo slott. År 1564 deltog han i expeditionen till Blekinge och förordnades den 14 juli 1565 till överste för allt krigsfolket i Västergötland. Då han emellertid inte kunde hindra danskarnas härjningar, blev han i augusti samma år berövad överbefälet och erhöll ett befäl över fotfolket ensamt. Han var närvarande vid Varbergs erövring i augusti till september 1565. Han blev riksråd 1565 samt var häradshövding i Halikko härad 1566–67 och i Tavastehus läns övre härad 1567–73. 
Efter att 1567 ha avrest som ståthållare till Finland återkom han till Sverige 1568 för att anföra de kungliga trupperna i striden mot hertigarna. Efter att ha blivit slagen i skärmytslingarna vid Svärta och Hölö (augusti samma år) rådde han kung Erik att underhandla, men sändes av denne åter till Finland för att samla trupper. Genom att sätta sig i besittning av Åbo slott och hålla det hertigarna till handa visste han då att förvärva sig dessas gunst. Han förordnades 1570 till fältöverste i Finland. Genom våldsgärningar av flera slag gjorde han sig allmänt hatad av finska allmogen. Han stacks ihjäl av Arvid Gustafsson (Stenbock) under ett dryckesgille på Åbo slott. Arvid Gustafssons berättelse om dråpet trycktes i "Historisk tidskrift" (band 11, 1891).